# No tengas miedo
No tengas miedo és una pel·lícula dramàtica de cinema espanyola dirigida per Montxo Armendáriz.

## Argument
Silvia és una jove marcada per una fosca infància. Amb 25 anys acabats de complir decideix refer la seva vida i enfrontar-se a les persones, sentiments i emocions que la mantenen lligada al passat. I en la seva lluita contra l'adversitat, contra si mateixa, anirà aprenent a controlar les seves pors i a convertir-se en una dona adulta, propietària dels seus actes.

## Fitxa artística
Actors principals:
- Michelle Jenner: Silvia
- Lluís Homar: pare de Silvia
- Belén Rueda: mare de Silvia
- Núria Gago: Maite
- Rubén Ochandiano: Toni
- Cristina Plazas: psicòloga
- Javier Pereira: Víctor

Actors secundaris:
- Irantzu Erro: Silvia (14 anys)
- Ainhoa Quintana: Maite (14 anys)
- Irene Cervantes : Silvia (7 anys)
- Maider Sales: Maite (7 anys)
- Tomás del Estal: testimoniatge Miguel
- Ainhoa Cantero: testimoniatge Ángela
- Baladre Calvo: testimoniatge Ester
- Ramón Pujol: testimoniatge Rafa
- Beatriz Murcia: testimoniatge Sara
- Virgínia Cervera: testimoniatge Rosa
- Álex Pastor: Jorge
- Mikel Tello: pare Maite
- Emi Ecay: mare Maite
- Montse Zabalza: secretària
- Miguel Munárriz: doctor
- Pablo Salaberri: professor
- Juan Francisco Rodríguez: taxista
- Juan Sansegundo: escombriaire 1
- Eduardo Simón: escombriaire 2
- Asun Abad: venedora[1]

## Premis i nominacions

### Premis Goya
| Any  | Categoria               | Persona         | Resultat |
| ---- | ----------------------- | --------------- | -------- |
| 2012 | Millor actriu revelació | Michelle Jenner |          |